# 高速摄影
高速摄影指在非常快的时间内拍摄照片的技术。1948年，电影电视工程师协会（SMPTE）将高速摄影定义为拍摄速度每秒超过128帧，并且连续拍摄至少3帧。高速摄影可视做縮时摄影的反义。
在日常应用中，高速摄影可能指以下两种意思。第一种指照片本身体现出运动的静止瞬间，尤其是减少动态模糊。
第二种指在高速频率下拍摄的一系列照片。第一种要求有一个敏感性良好的传感器或一个非常快的频闪。第二种要求一些捕获连续帧的装置，可以是与机械装置，也可以是电子传感器。

## 另見
- 高速攝影機